# Relações entre Arábia Saudita e Marrocos
As relações entre Arábia Saudita e Marrocos são as relações diplomáticas estabelecidas entre o Reino da Arábia Saudita e o Reino do Marrocos. O Marrocos possui uma embaixada em Riade e a Arábia Saudita possui uma embaixada em Rabat.
Ambas as nações têm uma longa e tradicional amizade com base em muitos laços históricos. Tanto o Marrocos quanto a Arábia Saudita são dois estados monarcas governados por suas respectivas famílias, os Alauitas e os Al-Sauds, aderem ao islamismo sunita, temem o aumento da influência iraniana e xiita e seu relacionamento é descrito principalmente como excelente.

## Relações recentes

### Irã
O Marrocos e a Arábia Saudita têm tomado medidas para conter a influência iraniana no Mundo Árabe, embora o Marrocos tenha uma abordagem moderada ao Irã, enquanto que a Arábia Saudita é mais cautelosa e hostil á nação persa.

### Status do Saara Ocidental
A Arábia Saudita apoiou recentemente o Marrocos com relação à disputa do Saara Ocidental e não reconhece a legitimidade da República Árabe Saaraui Democrática, através da Liga Árabe. A Arábia Saudita, por outro lado, também ajuda a financiar vários projetos na região com o apoio das autoridades marroquinas.

### Guerra Civil do Iémen
Durante a atual Guerra Civil do Iêmen, o Marrocos participa como parte da coalizão contra os Houthis liderada pela Arábia Saudita, com 6 aviões e 1.500 soldados.

### Crise do Catar
O Marrocos assumiu uma posição neutra no conflito, na esperança de uma melhor resolução que beneficie o Catar e a Arábia Saudita, a primeira participando junto com o Marrocos na campanha anti-Houthi. O Marrocos até mesmo se ofereceu para agir como um mediador para diminuir as tensões entre os dois estados árabes do Golfo.